# Masters de París 1980
El Abierto de París 1980 fue un torneo de tenis jugado sobre moqueta. Fue la edición número 12 de este torneo. Se celebró entre el 27 de octubre y el ¿? de noviembre de 1980. 

## Campeones

### Individuales masculinos
Brian Gottfried vence a  Adriano Panatta 4–6, 6–3, 6–1, 7–6.

### Dobles masculinos
Paolo Bertolucci /  Adriano Panatta vencen a  Brian Gottfried /  Raymond Moore, 6–4, 6–4.
| Predecesor: París 1979 | Masters de París 1980 | Sucesor: París 1981 |